# Argyresthia dislocata
Argyresthia dislocata is een vlinder uit de familie van de pedaalmotten (Argyresthiidae). Argyresthia dislocata werd in beschreven door Edward Meyrick.